# Afrogamasellus kahusiensis
Afrogamasellus kahusiensis är en spindeldjursart som beskrevs av Loots 1969. Afrogamasellus kahusiensis ingår i släktet Afrogamasellus och familjen Rhodacaridae. Inga underarter finns listade i Catalogue of Life.